# Gagauz Halkı
Gagauz Halkı („Gagauzský lid“) byla gagauzská separatistická politická strana v Moldavsku. Vedl ji Stěpan Bulgar nejméně od roku 1992 do roku 1999, poté přestala být uváděna v CIA World Factbook. Moldavská vláda stranu zakázala dva dny poté, co prohlásila podobná politická hnutí za protiústavní.
Strana podporovala pokus o sovětský převrat v roce 1991 a ostře vystupovala proti možnému sjednocení Moldavské SSR a Rumunska.